# Walter Robinson
Pour les articles homonymes, voir Robinson.
Walter V. Robinson, né en 1946 à Boston, est un journaliste d'investigation du The Boston Globe, lauréat du prix Pulitzer, avec Michael Rezendes.

## Biographie
Il enseigne le journalisme à l'université du Nord-Est de Boston. 
Il a couvert le scandale d'abus sexuel sur mineurs de l'Église catholique.
Il étudie à la Boston College High School puis à l'université du Nord-Est. Il rejoint l'armée et devient Second Lieutenant en janvier 1960, à Hawaï, puis capitaine dans le renseignement de la 1re division de cavalerie durant la guerre du Vietnam, de 1970 à 1971,,,.

## Récompenses
- Prix Pulitzer du service public,
- Goldsmith Prize for Investigative Reporting de l'université Harvard
- Investigative Reporters and Editors Award,
- Selden Ring Award
- Worth Bingham Prize
- Université Stanford
- Université du Nord-Est
- Emerson College
- Archaeological Institute of America

## Filmographie
- 2015 : Michael Keaton dans Spotlight[6]